# Roger Rinderknecht
Roger Rinderknecht (Winterthur, 4 de maio de 1981) é um atleta suíço que representa a Suíça no BMX e no mountain bike.
Foi selecionado para representar seu país natal nos Jogos Olímpicos de Verão de 2012 na prova BMX masculino, onde alcançou às semifinais. Anteriormente, ele alcançou às semifinais nos Jogos Olímpicos de Pequim 2008.